# Riksförbundet Landsbygdens folk

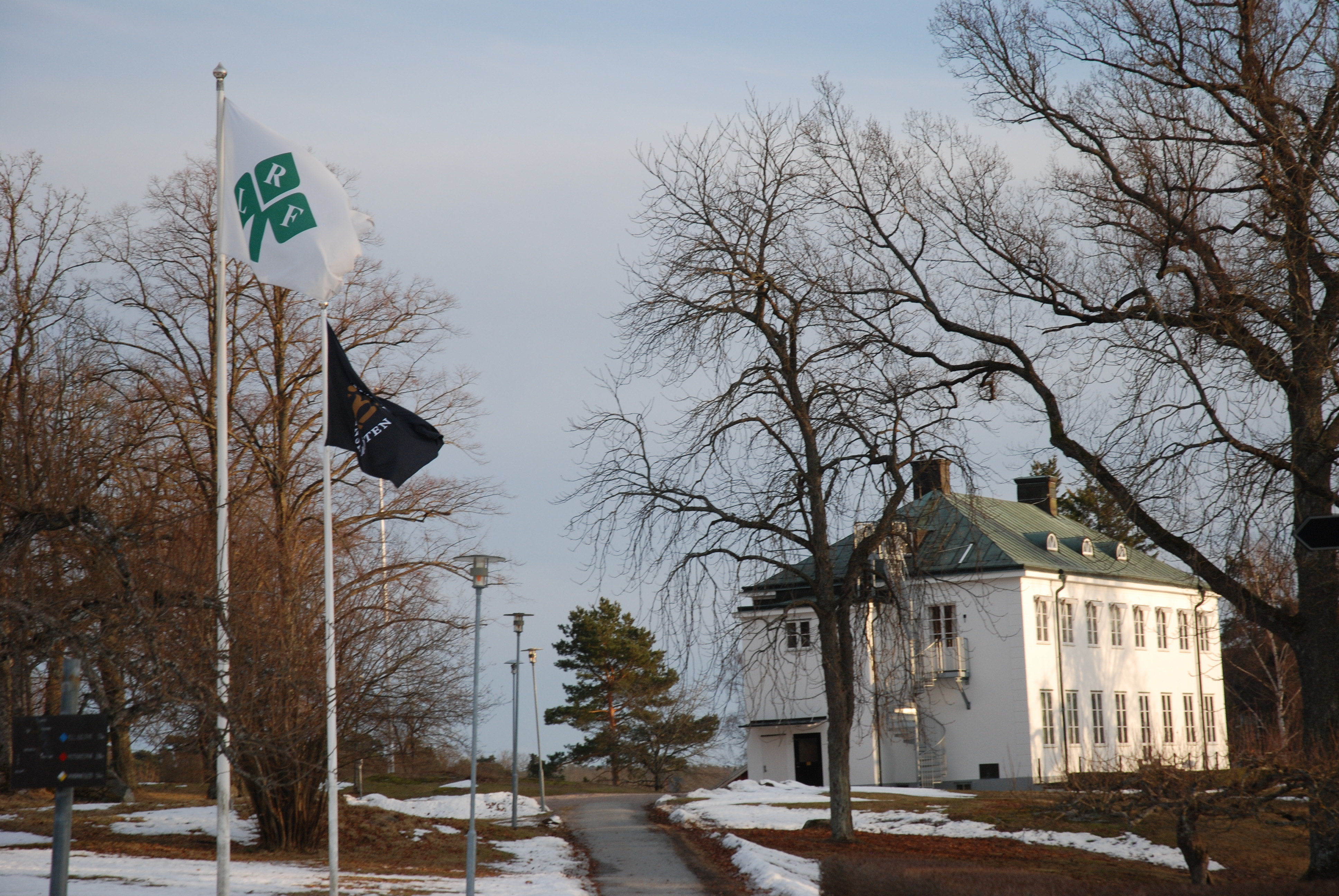
Sånga-Säby herrgård, RLF:s kursgård

Riksförbundet Landsbygdens folk (RLF) var en intresseorganisation för Sveriges jordbrukare som grundades 1929. Den slogs 1971 samman med jordbrukarnas producentkooperativa riksorganisation Sveriges Lantbruksförbund (SL) till det nybildade Lantbrukarnas Riksförbund (LRF).

## Historik
RLF hade sitt ursprung i flera olika bonderörelser. I "Backenmötet" i Umeå den 21 februari 1928, under ledning av lantbrukaren Viktor Johansson, bildades den ekonomiska intresseföreningen Lantmännens Producentförbund. Redan 1918 hade Karl Levin bildat fackföreningen Sveriges Demokratiska Jordbrukareförbund. Vidare fanns organisationen Färentuna häradskommitté för ekonomisk rättvisa åt landsbygdens befolkning.
En sammanslagning till en stor riksorganisation skedde på initiativ av Karl Levin och Viktor Johansson den 19-20 februari 1929 under ett möte med 32 delegater på Otto Walléns gård Sånga-Säby på Färingsö i närheten av Stockholm. Värdar för mötet var Wallén, Levin, Johansson och ytterligare tre personer. Det nya riksförbundet fick namnet Riksförbundet Landsbygdens Folk. 
Efter andra världskriget hade RLF vuxit till att bli det dominerande riksförbundet för bönder, med uppemot 200.000 medlemmar år 1950.
Organisationen var en intresseorganisation för jordbrukarbefolkningen och deras ekonomiska, kulturella och sociala intressen. Den var uppbyggd av länsförbund, vilka i sin tur bestod av mer än 2.000 lokalavdelningar. RLF samarbetade nära med jordbrukarnas producentkooperativa rörelse och verkade för anslutning av jordbrukare till sådana kooperativa producentföreningar. Strukturen finns kvar idag i den del av Lantbrukarnas Riksförbund, som är en ideell förening.
Organisationen verkade under, då förhandlingar mellan med statsmakterna om prisbildning på jordbrukets produkter var en väsentlig del av jordbrukarnas ekonomi, och RLF var i detta hänseende förhandlingspart för producenterna. Inom skogsbruket företrädde RLF skogsägare i förhandlingar om priser och villkor för virkesförsäljning. 

## Medier
RLF utgav 1930-37 dagstidningen Landsbygdens folk, och 1938-70 fjortondagarspublikationen RLF-tidningen, föregångare till nuvarande av Lantbrukarnas Riksförbund utgivna Land.